# Eduard Ševardnadze
Eduard Ambrosis dze Ševardnadze (gruzínsky ედუარდ ამბროსის ძე შევარდნაძე; rusky Эдуа́рд Амвро́сиевич Шевардна́дзе; [ɛd̥ʊard̥ amvrosɪevʲɪtʂ ʃɛvad̥nad̥zɛ]IPA; 25. ledna 1928 Mamati – 7. července 2014 Tbilisi) byl v letech 1985 až 1990 ministr zahraničních věcí SSSR za éry Michaila Gorbačova. Od roku 1995 až do 23. listopadu 2003 byl prezidentem Gruzie. Ševardnadze si díky svým politickým schopnostem vysloužil přezdívku „Tetri Melia“ („Bílá Liška“).

## Rodina
Ševardnadzeho otec byl učitel ruského jazyka a literatury, který se počátkem 20. let přiklonil k bolševikům. V roce 1937 byl během tzv. Velké čistky zatčen, brzy byl ale propuštěn díky důstojníkovi z NKVD, svému bývalému žákovi. Ševardnadze měl sestru a tři bratry, z nichž starší bratr Akaki byl zabit při obraně Brestské pevnosti v roce 1941 během 2. světové války. V roce 1951 se oženil s novinářkou Nanuli Cagareišviliovou navzdory tomu, že tento čin mohl ohrozit jeho politickou kariéru (její otec byl popraven jakožto „nepřítel státu“). Zemřela 20. října 2004.

## Kariéra do roku 1991
Ševardnadze vstoupil do KSSS v roce 1948, po dvou letech působení mezi komsomolci. Rychle v rámci strany povyšoval, až se v roce 1959 stal členem vedení gruzínského sovětu. V roce 1965 byl jmenován gruzínským ministrem pro udržování veřejného pořádku a později převzal funkci gruzínského ministra vnitra, kterou vykonával v letech 1968 až 1972. Během té doby si získal dobré jméno díky tvrdému boji proti korupci, která se vyskytovala prakticky všude v policii. V rámci protikorupčního tažení propustil nebo nechal zatknout stovky policejních důstojníků, jenže se mu nikdy nepodařilo korupci zcela vymýtit.
V roce 1972 byl kvůli korupčnímu skandálu donucen odstoupit z funkce První tajemník gruzínské komunistické strany Vasilij Mžavanadze. Jeho pád byl urychlen Ševardnadzeho snahou o vymýcení korupce, čímž se tento stal jasným kandidátem na obsazení Mžavadzehova místa.
Během svého působení v roli Prvního tajemníka strany pokračoval Ševardnadze v boji proti korupci a také nekompromisně jednal s disidenty. V roce 1977 jeho vláda nechala uvěznit mnoho gruzínských disidentů za protisovětské aktivity, mezi nimi byl i jeden z vedoucích disidentů Merab Kostava a Zviad Gamsachurdia, který se později stal prvním demokraticky zvoleným gruzínským prezidentem. Na druhou stranu se mu zase podařilo ve vedení strany prosadit nebývalé ústupky během Gruzínského národního hnutí v roce 1978 v obraně ústavního stavu týkajícího se gruzínského jazyka.
Ševardnadzeho tvrdá linie zaměřená na boj s korupcí brzo přilákala pozornost Moskvy. V roce 1976 se stal členem Ústředního výboru KSSS a v roce 1978 povýšil na kandidáta (bez hlasovacího práva) sovětského politbyra. Několik prvních let byl spíše neznámý, ačkoliv si získával sympatie díky své skromnosti a odmítáním výhod spojených s vysokými funkcemi. Například používal veřejnou dopravu namísto služební limuzíny.

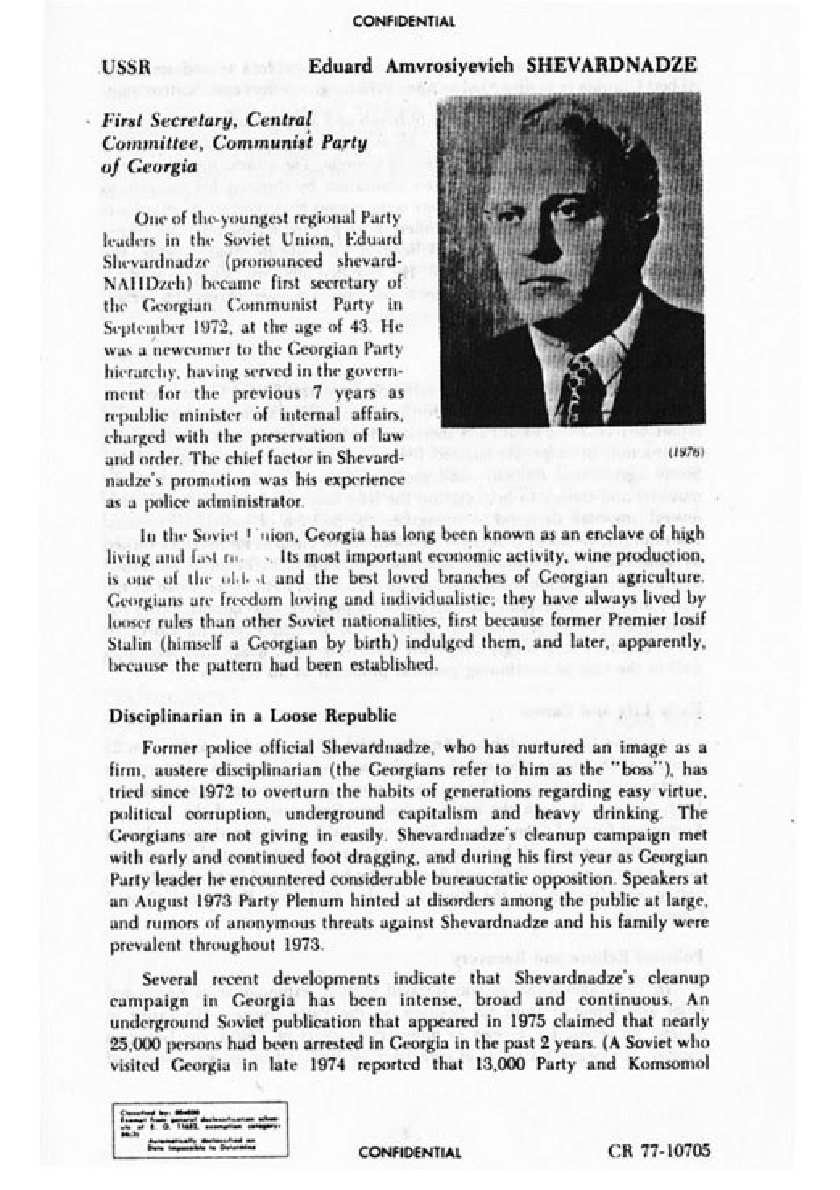
Ševardnadzeho spis CIA, ukradený z ambasády USA v Teheránu v roce 1979

Jeho příležitost přišla v roce 1985, když se tehdejší ministr zahraničí Andrej Gromyko stal předsedou Prezidia nejvyššího sovětu. Michail Gorbačov nabídl uvolněnou funkci ministra zahraničí právě Ševardnadzemu, aby rozšířil okruh relativně mladých reformátorů ve vedení státu.
Ševardnadze sehrál významnou roli ke konci studené války. Podporoval svobodnou volbu východoevropských satelitů a když se začaly ve východoevropských zemích hroutit komunistické režimy, odmítal žádosti vůdců východoevropských komunistických stran o sovětskou intervenci, která by měla potlačit většinou mírový proces demokratizace v jejich státech. Svůj postoj vysvětlil slovy: „Je čas uvědomit si, že ani socialismus, ani přátelství, ani dobré sousedské vztahy, ani respekt nemůže být vytvořen s pomocí bajonetů, tanků nebo krve.“ Jenže toto jednání bylo některými komunisty a ruskými nacionalisty chápáno jako zrada a vysloužil si tak dlouhodobé nepřátelství s moskevskou mocí. Koncem 80. let se Ševardnadze začal názorově rozcházet i s Gorbačovem, který chtěl v Rusku zachovat socialismus, zatímco Ševardnadze usiloval o ještě větší ekonomickou a politickou liberalizaci. V roce 1990 rezignoval na svůj post, aby vyjádřil svůj nesouhlas s Gorbačovovou politikou. Sovětskému parlamentu odeslal varovný dopis, ve kterém stálo, že „reformátoři odešli a skryli se. Přichází diktatura.“
O několik měsíců později se jeho varování skoro vyplnilo, když se skupina neúspěšných zastánců tvrdé linie snažila pučem zabránit rozpadu Sovětského svazu. Ševardnadze se nakrátko vrátil do funkce ministra zahraničí, ale brzy rezignoval, protože Sovětský svaz již přestal formálně existovat. Ševardnadze vystoupil z komunistické strany a založil v Moskvě Hnutí demokratických reforem.
V roce 1991 se nechal Ševardnadze pokřtít v kostele Gruzínské pravoslavné církve.

## Gruzínský prezident
Nová nezávislá republika Gruzie si zvolila jako svého prvního prezidenta a vůdce nacionálního hnutí Zviada Gamsachurdiu, slavného vědce a spisovatele, který byl koncem 70. let vězněn Ševardnadzeho vládou. Gamsachurdiova vláda však skončila již v lednu 1992 kvůli etnickým nepokojům, a jeho neschopnosti zajistit pokojnou změnu režimu. Jeho neobratná politika zemi uvrhla do mezinárodní izolace jak ze strany Ruska, tak ze strany Západu. Posléze zvolil Gamsachurdia odchod do exilu přes Arménii a Čečensko do Ruska. Přechodná gruzínská vláda se pak obrátila na Ševardnadzeho, aby se vrátil do Gruzie a pomohl jí z krize. Ševardnadze měl v té době dobré vztahy jak se Západem, tak s Moskvou a Gruzínci do něj vkládali své naděje. Byl jmenován předsedou Národní rady a ze svých vlastních peněz financoval fond na gruzínskou obnovu a demokracii. V listopadu 1995 byl zvolen novým prezidentem Gruzie 70 % hlasů a v roce 2000 byl zvolen opět.
Ševardnadze měl coby prezident Gruzie mnohem náročnější práci, než když byl sovětským ministrem zahraničí. Udělal si mnoho nepřátel už v dobách svého působení v gruzínské vládě před 20 lety, když potíral korupci. Na začátku své vlády musel řešit velmi složitou situaci v abchazské autonomní republice, kde vypukla občanská válka, ohrožující jednotu nově vytvořeného státu, kterou se snažilo podkopávat sousední Rusko. Ševardnadze dokonce obvinil Rusko, že v této válce vojensky podporovalo Abchazy a podílelo se na etnických čistkách v oblasti. V roce 1993 navíc vypukla občanská válka na západě země mezi přívrženci Gamsachurdii a Ševardnadzeho, ale byla brzy ukončena ruskou intervencí a Gamsachurdiovou smrtí 31. prosince 1993. Po těchto pohromách zůstala gruzínská ekonomika a celková situace v zemi v katastrofálním stavu, protože se téměř zastavila průmyslová výroba a stát nebyl schopen zajistit ani ty nejdůležitější služby lidem, takže se například kvalitní zdravotní péče dostala jen majetným lidem, o bezpečnosti nemluvě. V důsledku toho zemi postihla chudoba, která v Gruzii trvá dodnes.
Ševardnadze přežil dva pokusy o atentát, jeden v srpnu 1995 a druhý v únoru 1998. Z obou byli obviňováni zbylí přívrženci Gamsachurdii, ke druhému se přihlásil čečenský polní velitel Salman Radujev. Ševardnadze musel také řešit separatistické konflikty v Jižní Osetii, Abcházii a Adžarii, které již měly autonomní vlády. Situace navíc zůstala napjatá díky válce v Čečensku, které má s Gruzií hranici na severu. Čečenci podporovali veškerá separatistická hnutí, hlavně v Abcházii.
Ševardnadzemu se podařilo navázat přátelství s USA, které v něm viděly protiváhu ruského vlivu na území Zakavkazska. Díky Ševardnadzeho prozápadní politice získala Gruzie americkou investici do výstavby ropovodu z Ázerbájdžánu přes Gruzii do Turecka v hodnotě 3 miliard dolarů. Ačkoliv Gruzie je členem SNS, snaží se najít nové geopolitické partnery (NATO, Evropská unie), jelikož s Ruskem má od vyhlášení nezávislosti vztahy převážně špatné. Během několika let se Ševardnadzeově vládě podařilo částečně vyřešit mnohé problémy a stabilizovat zemi, ale nebyl již schopen provést ráznější zásahy, aby odstranil chudobu a další velké nešvary, jimiž země trpí, jako politickou korupci a značnou kriminalitu. Tam, kde v 70. letech jako začínající politik uspěl, selhává jako zralý muž. Ševardnadzeho nejbližší poradci, včetně členů jeho rodiny, získali během jeho vlády značnou kontrolu nad ekonomikou země. Zahraniční pozorovatelé spočítali, že okruh Ševardnadzeho blízkých ovládal až 70 % gruzínské ekonomiky: jeho manželka byla editorkou nejčtenějších novin v Gruzii, jeho dcera ředitelkou televizního studia a její muž založil jednoho z největších poskytovatelů mobilní sítě. I když sám Ševardnadze z toho neměl žádný osobní prospěch, byl mnohými Gruzínci obviňován z krytí korupce a zneužití moci, aby si uchoval svou pozici. Jeho budoucí nástupce Michail Saakašvili dokonce složil mandát ministra spravedlnosti, když byl předtím obvinil prezidenta z korupce. Nakonec i Američané přestali dočasně Gruzii veřejně finančně podporovat.

## Politický pád
Dne 2. listopadu 2003 se uskutečnily parlamentní volby, které byly mezinárodními pozorovateli, OSN i vládou USA označeny za zfalšované. Výsledek voleb vyvolal v Gruzii nepokoje, které přerostly v masové demonstrace v Tbilisi i jiných městech. Demonstranti vtrhli 21. listopadu do parlamentu, kde mělo začít první zasedání po volbách. Protesty donutily prezidenta Ševardnadzeho uprchnout. Později však vyhlásil výjimečný stav a prohlásil, že nehodlá rezignovat.
I když napětí rostlo, obě strany se chtěly vyhnout násilnému řešení nastalé krize. Předsedkyně gruzínského parlamentu Nino Burdžanadzeová navrhla, že bude prozatím zastupovat prezidenta, dokud se situace neuklidní. Vůdce opozice Michail Saakašvili oznámil, že zaručí Ševardnadzemu bezpečí a podporu jeho návratu jako prezidenta, pokud slíbí, že vypíše předčasné prezidentské volby.
Dne 23. listopadu se Ševardnadze sešel s vůdci opozice Saakašvilim a Zurabem Žvaniou na jednání uspořádaném ruským ministrem zahraničí Igorem Ivanovem. Po tomto setkání oznámil prezident svojí rezignaci s přáním, aby se zabránilo krvavému boji o moc a nedošlo ke ztrátám na životech. Ale spekulovalo se o tom, že hlavním důvodem jeho odstoupení bylo odepření poslušnosti ozbrojených složek, které odmítly zasáhnout proti demonstrantům při vyhlášení výjimečného stavu. Dále není zcela jasná role několika zahraničních sil. Např. Rusko i USA později přiznaly, že události v Gruzii přímo ovlivňovaly. Americký ministr zahraničí Colin Powell byl například po celou dobu konfliktu v pravidelném kontaktu se Ševardnadzem, přemlouval ho, aby odstoupil dobrovolně. Ruský ministr zahraničí Igor Ivanov letěl do Tbilisi navštívit tři opoziční předáky a zorganizovat výše popsanou schůzku. Poté odcestoval do Adžarie, jejíž vůdce Aslan Abašidze byl stoupencem Ševardnadzeho.
Ševardnadzeho odchod lidé oslavili pitím a tancováním na ulicích v Tbilisi. Nazvali svou akci růžovou revolucí, názvem připomínajícím sametovou revoluci v Československu z roku 1989. Mezinárodní pozorovatelé však poznamenali, že se to spíše podobalo události, při níž byl roku 2000 v bývalé Jugoslávii svržen Slobodan Milošević, který také odstoupil až po masových protestech a naaranžované schůzce s opozicí.
Nakonec byl Ševardnadzemu nabídnut azyl v Německu, kde byl stále ještě považován za váženou osobnost díky roli, kterou sehrál při sjednocení Německa v roce 1990. Pro německou televizi poskytnul rozhovor, ve kterém poděkoval Němcům za pohostinnost, ale současně řekl, že stále miluje svou vlast a nikdy ji neopustí.
Dne 7. července 2014 po dlouhé nemoci zemřel ve věku 86 let.

## Ševardnadzeho odkaz
Ševardnadzeho kariéra je plná rozporů. Vzešel ze sovětského systému, ale sám sehrál význačnou roli při jeho likvidaci. Vybudoval si svou dobrou pověst díky neúnavnému boji proti korupci, ale sám občas užíval nekalé praktiky, aby si udržel svou pozici. Ve světě si získal renomé jako nejumírněnější ministr zahraničí v historii Sovětského svazu, ale nikdy nebyl tak populární ve své vlasti. Uspěl v udržení celistvosti Gruzie, když se utkal se silnými separatistickými tlaky, ale za cenu poskytnutí statusu autonomních oblastí některým větším regionům Gruzie.
Když se Ševardnadze vrátil v roce 1992 z Moskvy do Tbilisi zmítaného v chaosu po neúspěšné vládě Zviada Gamsachurdii, prezentoval se jako nejvhodnější kandidát na to, aby Gruzii vedl k obrození a nezávislosti. Časem si však vsugeroval myšlenku, že Gruzie se bez něj neobejde, a jeho pád obnovil politickou nejistotu v zemi. Ale dokázal pod svou vládou vytvořit silný základ občanské společnosti v Gruzii. Mnozí odborníci si myslí, že by Ševardnadze mohl být úspěšnější, kdyby převzal vládu hned v roce 1990.
Ševardnadze v květnu roku 2006 vydal své paměti s názvem Pikri tsarsulsa da momavalze neboli „Myšlenky nad minulostí a budoucností“.

## Vyznamenání
- Hrdina socialistické práce – Sovětský svaz, 1981
- Leninův řád – udělen pětkrát – Sovětský svaz
- Řád Říjnové revoluce – Sovětský svaz
- Řád vlastenecké války I. třídy – Sovětský svaz, 11. března 1985
- Řád rudého praporu práce – Sovětský svaz
- velkokříž speciální třídy Záslužného řádu Spolkové republiky Německo – Německo, 1999
- Řád Turecké republiky – Turecko, 1999[6]
- Řád knížete Jaroslava Moudrého I. třídy – Ukrajina, 1. října 1999 – udělil prezident Leonid Kučma za vynikající osobní přínos k rozvoji spolupráce mezi Ukrajinou a Gruzií a za posílení přátelství mezi oběma národy[7]
- čestný rytíř velkokříže Řádu svatého svatého Michala a svatého Jiří – Spojené království, 2000[8]
- Řád nezávislosti – Ázerbájdžán, 1. března 2000 – udělil prezident Hejdar Alijev za vynikající zásluhy o rozvoj přátelství a spolupráce mezi Gruzií a Ázerbájdžánem a za hodnotnou činnost při rozšiřování strategického partnerství obou zemí[9]
- Řád za vynikající zásluhy – Uzbekistán, 9. října 2003 – za velký přínos k rozvoji přátelských vztahů mezi Gruzií a Uzbekistánem[10]

## Knihy
- Als der Eiserne Vorhang zerriss – Begegnungen und Erinnerungen. Metzler, Peter W., Duisburg 2007, [Aktualisierte, neu konzipierte und ergänzte Ausgabe von Pikri Tsarsulsa da Momawalze – Memuarebi] Die deutsche Ausgabe ist Grundlage für alle Übersetzungen und Ausgaben außerhalb der georgischen Sprache. ISBN 978-3-936283-10-5
- * Когда рухнул железный занавес. Встречи и воспоминания. Эдуард Шеварднадзе, экс-президент Грузии, бывший министр Иностранных дел СССР. Предисловие Александра Бессмертных. Übersetzung aus der deutschen in die russische Sprache. Russische Lizenzausgabe von Als der Eiserne Vorhang zerriss; Grundlage der russischen Ausgabe ist die deutsche Ausgabe. М.: Издательство «Европа», 2009, 428 с. ISBN 978-5-9739-0188-2
- Kui raudne eesriie rebenes. Übersetzung aus der deutschen in die estnische Sprache. Estnische Lizenzausgabe von Als der Eiserne Vorhang zerriss; Grundlage der estnischen Ausgabe ist die deutsche Ausgabe. Olion, Tallinn, 2009. ISBN 978-9985-66-606-7
- Eduard Ševardnadze, Gedanken über Vergangenheit und Zukunft, Metzler,Peter W., Duisburg 2007, ISBN 978-3-936283-10-5 (původní vydání Pikri tsarsulsa da momavalze, Tbilisi 2006)
- Eduard Ševardnadze, Budoucnost patří svobodě